# Tshewang Lhamo
Pour les articles homonymes, voir Lhamo.
Tshewang Lhamo est née en 1982 dans le village de Tshimasham, rattaché au district de Chhukha, l'un des vingt dzongkhag  du Bhoutan. C'est une femme engagée dans la politique au Bhoutan, qui a été réélue députée de l' Assemblée nationale, lors des élections de octobre 2018, au titre du  Druk Nyamrup Tshogpa (DNT). Le Druk Nyamrup Tshogpa est l'un des quatre partis politiques enregistrés au Bhoutan, à la date du 20 janvier 2013 Auparavant,Tshewang Lhamo a été élue membre du Conseil national du Bhoutan de 2008 à 2013,.

## Études
Tshewang Lhamo est titulaire du « Bachelor Gestion hôtelière », elle a obtenu le diplôme du baccalauréat en commerce et d'un diplôme en hôtellerie et gestion (en  France, ce qui correspond à la licence).

## Carrière politique
Tshewang Lhamo avait été élue au Conseil national du Bhoutan, qui comprend 25 membre, dans la circonscription de Chhukha lors de l' élection du Conseil national du Bhoutan en 2008. Le dzongkhag (district) du Chhukha anciennement orthographié Chhukha, a pour principale ville Phuentsholing qui se situe sur la route tratégique qui relie l'Inde au Bhoutan.
Tshewang Lhamo  s'était alors, représentée lors de l' élection du Conseil national du Bhoutan en 2013, en postulant sa candidature sur un siège au Conseil national, dans la circonscription de Chhukha, où elle fut battue.
Tshewang Lhamo a été élue en 2018 à l' Assemblée nationale du Bhoutan en posant sa candidature  dans le dzongkhag de Bongo-Chapchha, lors des élections à l' Assemblée nationale du Bhoutan en 2018. Sous la bannière du Parti de l'unité du Bhoutan (DNT), avec lequel, elle a obtenu 6 632 voix et a vaincu Pempa, un candidat du Druk Phuensum Tshogpa, ce parti avait été fondé le 25 juillet 2007 et reconnu officiellement le 2 octobre, à la suite de la fusion du Parti de tout le peuple et du Parti unifié du peuple bhoutanais, dirigé par Jigme Yehse Thinley, l'ancien premier ministre.